# Bowler

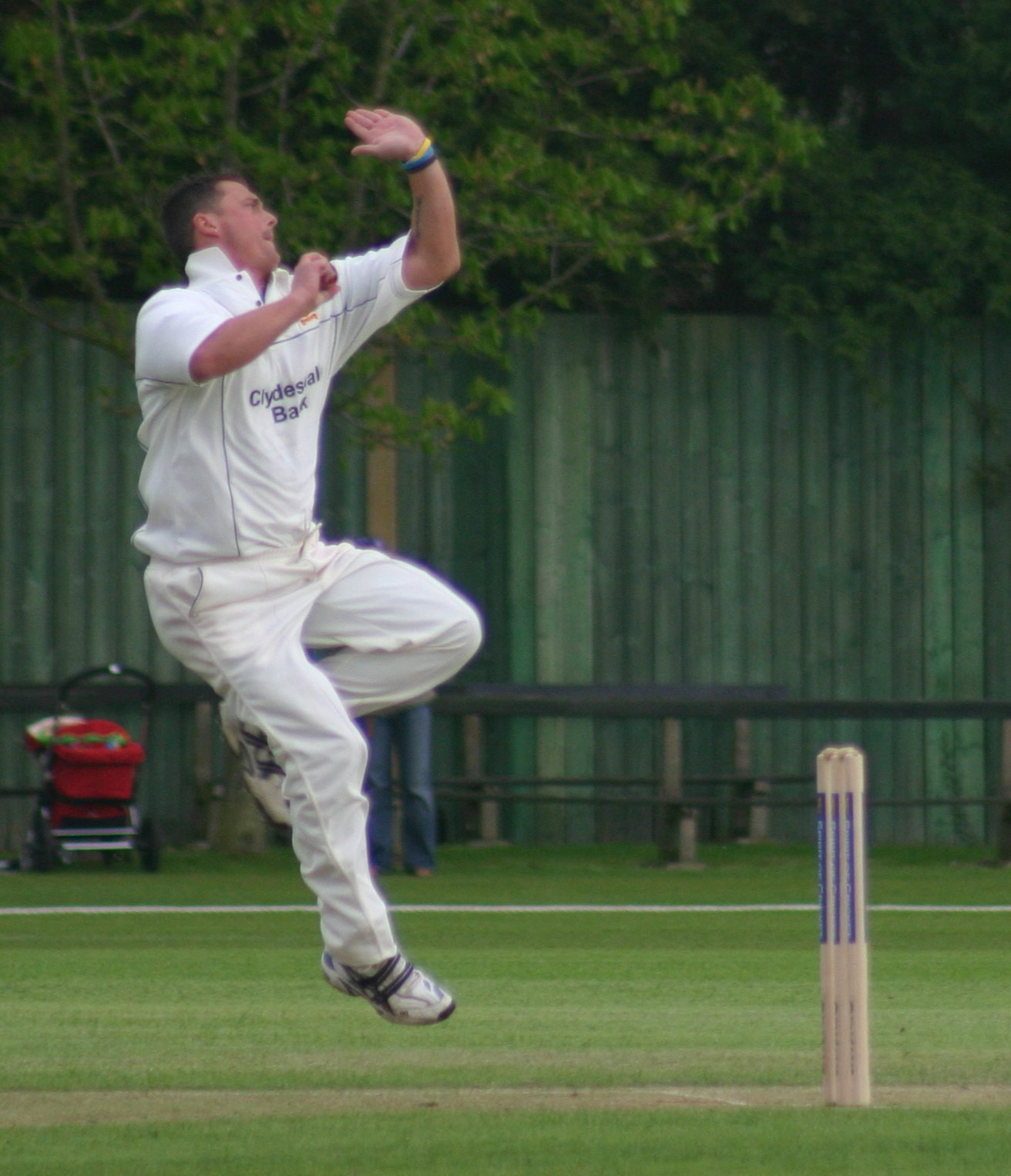
Fast bowler Darren Gough wykonujący rzut.

Bowler (pol. rzucający) – nazwa pozycji w krykiecie odnosząca się do zawodnika, którego zadaniem jest rzucanie piłki. Zasadniczo wyróżnia się trzy typy bowlerów:
- fast bowler (ang. fast – „szybki”) stanowi trzon siły ofensywnej zespołu. Przed wykonaniem rzutu bierze długi rozbieg i potrafi posłać piłkę z prędkością 160 km/h
- medium pace bowler (ang. medium pace – „średnia szybkość”) rzuca wolniej, ale precyzyjniej, często z podkręceniem, przez co zmusza batsmana do skupienia się na bronieniu bramki zamiast walki o runy
- spin bowler (ang. spin – „podkręcenie”) rzuca powoli, ale ze znacznym podkręceniem, starając się oszukać odbijającego; zazwyczaj to spin bowlerzy oddają rywalom najwięcej runów, ale też każdy ma swoje ulubione triki, dzięki którym rzucona piłka jest niezwykle trudna do odbicia.

## Elementy statystyczne
Do najpopularniejszych elementów statystycznych służących prezentacji osiągnięć bowlera w meczu (lub sezonie) należą:
- O (overs) – liczba piłek (i overów) rozegranych przez bowlera
- M (maidens) – liczba pełnych overów (6 piłek), w których bowler nie dopuścił odbijających do zdobycia punktów (runów)
- R (runs) – liczba punktów, do zdobycia których dopuścił bowler
- W (wickets) – liczba zdobytych przez bowlera wicketów (wyautowanych graczy)
- Econ (economy rates) – średnia punktów (na każde 6 piłek), do których zdobycia dopuścił bowler

Bardzo często przy nazwisku bowlera podaje się tylko liczbę wicketów (W) i punktów (R), np. Andrew Flintoff 4-65. Porównując ze sobą wyniki bowlerów, wyżej klasyfikuje się tego, który wyeliminował więcej graczy (W), a gdy zachodzi równość, lepszy jest ten, który oddał przeciwnikowi mniej punktów (R).

## Rekordy skuteczności

### Mecze testowe
- Najwięcej graczy wyeliminowanych w jednym inningsie: 10 – Jim Laker (1956) i Anil Kumble (1999)
- Najwięcej graczy wyeliminowanych w całym meczu: 19 – Jim Laker (1956)
- Najwięcej graczy wyeliminowanych w karierze: 800 – Muttiah Muralitharan (lata 1992-2010)

### ODI
- Najwięcej graczy wyeliminowanych w jednym inningsie: 8 – Chaminda Vaas (2001)
- Najwięcej graczy wyeliminowanych w karierze: 534 – Muttiah Muralitharan (lata 1993-2011)

### Twenty20
- Najwięcej graczy wyeliminowanych w jednym inningsie: 7 – Colin Ackermann (2019)
- Najwięcej graczy wyeliminowanych w karierze: 471 – Dwayne Bravo (lata 2006- do dziś )